# Церква Покрови Пресвятої Богородиці (Білоберізка)
Церква Покрови Пресвятої Богородиці (Білоберізка) — діюча дерев'яна церква Верховинського деканату Коломийської єпархії Православної церкви України в с. Білоберізка Івано-Франківської області, Україна, пам'ятка архітектури національного значення, датована за різними даними 1849,1851 роками.

## Історія
Церква була побудована місцевими мешканцями навколо меншої церкви, яку розібрали та продали в село Розтоки. Нову церкву освятили 14 жовтня 1851 року. Розпис інтер'єру храму здійснювали майстри зі Львова за кошти, отримані від продажі старої церкви. Іконостас церкви датований 1852 роком. В радянські часи церква охоронялась як пам'ятка архітектури Української РСР (№ 1142). Розписи в церкві оновили в 1983 році, в 1994 – 1995 роках – перекрили металевою бляхою, в 1996 по 1997 роках було оновлено позолоту іконостасу та храму загалом, в 2008 році дерев'яні вікна замінені на металопластикові, в 2014 році реставровано фасад, а в 2015 року – фундамент церкви облицьовано каменем. Храм розташований в центрі села.

## Священики храму
о. Іван Ловецький – (1828 - 1859 рр.); 
о. Роман Скородоготий – (1859 - 1908); 
о. Іван Білоус – (1908 - 1910 рр.); 
о. Іван Березовський – (1910 - 1940 рр.); 
о. Роман Пеняк – (1910 - 1946 рр.); 
о. Іван Шовгенюк – (1947 - 1963 рр.); 
о. Михайло Березюк – (1963 - 1966 рр.); 
о. Дмитро Паторак – (1968 - 1975 рр.); 
о. Нестор Дзюбак – (1975 - 1977 рр.); 
о. Василь Юрчук – (1978 - 1979 рр.); 
о. Роман Олексюк – (1979 - 1981 рр.); 
о. Василь Петльоха – (1982 – 1984 рр.); 
о. Василь Коновалюк – (1984 - 1985 рр.); 
о. Роман Олексюк – (1986 - 1987 рр.); 
о. Федір Дунич – (1987 - 1989 рр.); 
о. Микола Химин – (1989 - 1993 рр.); 
о. Дмитро Петльоха – (з 1993 року).

## Архітектура
Церква хрестоподібна в плані. Центральний зруб нави квадратний в плані та найбільший за розміром. Церква має опасання, яке лежить на кінцях зрубів. До бабинця прибудовано закритий ганок. Також до західного зрубу прибудована ризниця. Над центральним зрубом розташована витянута у верх баня, яка розташована на восьмисторонній верхній частині нави. Опасання церкви, та зовнішній простір стін, дахів та бані над опасанням оббиті бляхою. В середині церкви нава та бокові зруби поєднані арковими переходами. Бабинець церкви має хори. 
Інтер'єр церкви первинно був розмальований в XIX ст..

## Дзвіниця
Дерев'яна дзвіниця розташована поруч з церквою. Перший ярус дзвіниці конструктивно у формі квадратного зрубу, оббитого фальшбрусом, а верхній ярус — каркасний восьмистінний. Дзвіниця накрита шатровою банею з маківкою. Баня, верхній ярус та опасання в 2011 році були покриті бляхою. 

## Див також
- Вознесенська церква (Ясіня);
- Церква Благовіщення Пречистої Діви Марії (Коломия);
- Церква Різдва Пресвятої Богородиці (Тисмениця);
- Церква святого Василія Великого (Черче);
- Церква чуда Святого Архистратига Михаїла (Дора).